# جان کالدول (ورزشکار)
ژ (انگلیسی: John Caldwell; ۷ مهٔ ۱۹۳۸ – ۱۰ ژوئیهٔ ۲۰۰۹) بوکسور اهل جمهوری ایرلند بود.

## زندگی‌نامه
کالدول که در خیابان قبرس بلفاست در سال 1938 متولد شد، در سنین پایین به باشگاه معروف جهانی Immaculata کشیده شد. استعداد طبیعی کالدول مورد توجه مربی جک مک کاسکر قرار گرفت و او در سراسر ایرلند به شهرت رسید.
تا سال 1956، بوکسور فالز رود هر دو عنوان قهرمانی وزن مگس ایرلند را در رده های سنی نوجوانان و بزرگسالان به دست آورد و جایگاهی در تیم ایرلند در بازی های المپیک تابستانی 1956 ملبورن تضمین شد. 
او در این‌باره می‌گوید:«ما شش هفته دور بودیم و به سانفرانسیسکو رفتیم و سپس در هونولولو در راه استرالیا توقف کردیم... [من] در آن زمان بسیار جوان بودم و تنها در هجده سالگی به عنوان بچه تیم در نظر گرفته می‌شدم. ورزشکار Maeve Kyle مراقب همه ما بود و این موفق ترین مجموعه بوکسورهای ایرلندی بود که تا به حال به المپیک رفتند زیرا ما چهار مدال برنز گرفتیم، این برای من افتخاری بود که انتخاب شدم و من بسیار خوشحال بودم نماینده ایرلند در چنین صحنه ای هستم.»
او پس از بازگشت، کالدول به خیابان زادگاهش در قبرس مورد استقبال قرار گرفت. او در این باره گفت:«تمام خیابان برای تشویق من در بازگشت به بلفاست و ایستادن بر روی آن سکو در ملبورن با مدال من باعث افتخار من شد.» در ژانویه 1958، او آخرین مبارزه بدون دستمزد خود را در سالن سنت مری بلفاست انجام داد.